# Sant Llorenç d’Hortons
Sant Llorenç d’Hortons ist eine katalanische Gemeinde in der Provinz Barcelona im Nordosten Spaniens. Sie liegt in der Comarca Alt Penedès.

## Gemeindepartnerschaft
Sant Llorenç d’Hortons unterhält eine Partnerschaft mit der französischen Gemeinde Saint-Laurent-d’Arce.